# Черёмушки (Сумская область)
Черёмушки (укр. Черемушки) — упразднённое село,
Мезеновский сельский совет, Краснопольский район,
Сумская область,
Украина.
Код КОАТУУ — 5922382905. Население по данным 1983 года составляло 70 человек.
Село ликвидировано в 2007 году.

## Географическое положение
Село Черемушки находится между реками Пожня и Дерновая (5-6 км).
На расстоянии в 3,5 км расположено село Славгород.

## История
- 2007 — село ликвидировано[1].

## Экономика
- Овце-товарная ферма.

## Топографические карты
- Лист карты M-36-XVIII. Масштаб: 1 : 200 000. Указать дату выпуска/состояния местности.